# Gabriel Taltavull
Gabriel Taltavull Monjó (Ciutadella de Menorca, 10 luglio 1921 – Ciutadella de Menorca, 4 marzo 1989) è stato un calciatore e allenatore di calcio spagnolo.
In attività giocava nel ruolo di attaccante.